# Меру (народ, Танзанія)
Ме́ру (рва, меро, рво; вамеру, варва) — невелика народність групи банту в Танзанії; розглядається як субетнос чагга; не слід плутати танзанійських меру з чисельнішими кенійськими меру. 
Люди меру (рва) проживають у північній Танзанії, на схилах гори Меру, адміністративно це переважно район Арумеру регіону Аруші, причому в цьому регіоні це єдиний бантуський народ.
Згідно з даними на 1987 рік представників народу меру (рва) — 90 тисяч осіб, із них понад половину (50 тисяч осіб) складає субетнос кіхаї (Kihai).
Меру розмовляють мовою кімеру, що є писемною (на основі латинки).
Серед танзанійських меру переважно християни, частково збереглися традиційні вірування.
Меру в Арушу прийшли з Усамбари (нині регіон Танга) ще за середньовіччя, під час ранніх бантуських міграцій (800 років тому). Меру історично ворогували з масаями, здійснювали рейди група на групу, викрадали худобу і жінок, відповідно пов'язані кревними зв'язками.
Танзанійські меру, як і кенійські — традиційно аграрна спільнота, що займається як випасанням великої рогатої худоби, так і сільським господарством (на відміну від сусідніх масаїв).

## Джерело-посилання
- Simons, Gary F. and Charles D. Fennig (eds.). 2018. Ethnologue: Languages of the World (вид. 21). Dallas, Texas: SIL International. Online version: Rwa (Meru). A language of Tanzania, архів оригіналу: (англ.)
- Tell Me, Friends. The Tales of Tanzania. Edited by Sonja Darlington & Balla Masele, Bukoba, 2005. — P. 71 (англ.)